# Pęcherska Góra
Pęcherska Góra (363 m) – wzniesienie na Pogórzu Wiśnickim nad lewym brzegiem Dunajca, w obrębie miejscowości Czchów (część miasta Pęcherska Góra) i Będzieszyna. Pomiędzy Dunajcem a wschodnimi i południowymi podnóżami Pęcherskiej Góry biegnie droga krajowa nr 75. Zachodnie stoki Pęcherskiej Góry opadają do doliny Czarnego Potoku, północne do dolinki bezimiennego potoku. Nieco poniżej zapory w Czchowie odchodzi od drogi nr 75 droga gminna pnąca się południowymi i wschodnimi stokami Pęcherskiej Góry.
Wierzchołek oraz część stoków Pęcherskiej Góry porasta las, ale jej wierzchowina i całe południowo-wschodnie stoki oraz dolna część stoków wschodnich są bezleśne, zajęte przez pola uprawne i zabudowania miejscowości Czchów.